# جیانگ هواچن
جیانگ هواچن (انگلیسی: Jiang Huachen؛ زادهٔ ۳ فوریهٔ ۱۹۸۲) کشتی‌گیر اهل چین بود. وی در بازی‌های المپیک تابستانی ۲۰۰۸ شرکت کرده‌است.